# Abbaye de Nizelles
L'abbaye de Nizelles, située à Ophain-Bois-Seigneur-Isaac, en Belgique, dans le Brabant wallon, était autrefois un établissement monastique de religieux cisterciens.
À l'origine, il s'agissait d'un petit collège pour jeunes gens de la noblesse, érigé en abbaye en 1441, permis par les dons d'anciens élèves et favorisé par les donations de Philippe le Bon. Ce fut une fondation tardive et rare dans les Pays-Bas méridionaux. Nizelles a connu d'emblée des temps difficiles, qui continueront durant les trois siècles de son existence : dettes, catastrophes naturelles, pillage et mise à feu durant les guerres de religion. Plusieurs fois, les chapitres généraux cisterciens ont envisagé sa suppression.
Nizelles fut relevée par l'abbaye de Cambron au début du XVIIe siècle, ayant obtenu de plus la protection des archiducs Albert et Isabelle. Cependant, tout le XVIIIe siècle fut marqué de situations conflictuelles internes. Les relations étaient tendues entre les abbés successifs, souvent commendataires, et la communauté monastique. Elle fut supprimée en 1783, avec d'autres couvents inutiles, par un décret de Joseph II.
Les ruines de l'abbaye ont été acquises en décembre 1999 et devenues, après restauration, une propriété privée qui ne se visite pas.

## Situation géographique
L'abbaye de Nizelles est située dans la section Ophain-Bois-Seigneur-Isaac, à 10 km au Nord de Nivelles, en Belgique, dans la province du Brabant wallon.

## Historique

### Origine et fondation
Les moines de l’abbaye de Moulins ont un refuge à Nizelles, qui est d’abord un petit collège pour jeunes gens de la noblesse. Au fil des années, des dons d’anciens élèves reconnaissants et surtout le soutien généreux de Christine de Franckenberg, abbesse des chanoinesses de Nivelles, permettent au petit prieuré d’être érigé en abbaye. La fondation fut également favorisée par les donations de Philippe le Bon.
En 1441, l’église est consacrée par l’évêque de Cambrai, Jean de Bourgogne. Le premier abbé Jean de Mons (Don Eustache) reçoit la bénédiction abbatiale de l’évêque qui est assisté de l’abbé de Villers, Gérard de Louvain. Dans la filiation cistercienne (comme le veut la Carta Caritatis), Nizelles est cependant l'abbaye-fille de Moulins.

### Trois siècles d'Histoire tourmentés
Malheureusement la généreuse bienfaitrice meurt l’année suivante, en 1442, et Nizelles connaît presque immédiatement, et pour longtemps, des temps difficiles. Durant les trois siècles de son existence elle ne parvient pas à se créer une situation financièrement satisfaisante. Les privations font partie du quotidien des moines. Aux dettes contractées s’ajoutent les catastrophes naturelles et autres : un incendie en 1502, un pillage suivi d'une mise à feu par les soldats français en 1577, lors des guerres de religion. Un troisième incendie au début du XVIIe siècle. Il est plusieurs fois question lors des chapitres généraux cisterciens, qui se tiennent à l'abbaye de Cîteaux, de décréter sa suppression.
Ruinée et dévastée, Nizelles est relevée par l'abbaye de Cambron. Le 4 décembre 1601, Robert d’Ostelart, abbé de Cambron, y envoie trois de ses moines, dont Jean d’Assignies. Les Annales de Nizelles racontent : « Ils durent manger debout, faute de chaise, et se servir pour table d’un tonneau renversé dans lequel ils avaient amené quelques provisions » 
En 1602, Bernard de Montgaillard est envoyé comme abbé par le chapitre de Cîteaux à Nizelles. Le Petit Feuillant, moine austère et expérimenté, excellent administrateur est bien connu des autorités civiles. Il obtient la protection des archiducs Albert et Isabelle, et contribue grandement au relèvement de Nizelles, même si l’abbaye ne retrouvera pas la prospérité d'antan. 
Un conflit de filiation cistercienne de l’abbaye (dépendance de Moulins ou, plus nouvellement, de Cambron ?) est résolu en 1682 : Moulins reste l’abbaye mère de Nizelles. De plus graves soucis reviennent en 1693 avec le pillage de l’abbaye par les soldats français. C’est le début du déclin.

### Déclin et suppression
Tout le XVIIIe siècle est marqué de situations conflictuelles internes. Les relations sont tendues entre les abbés successifs, souvent commendataires, et la communauté monastique. Il n'est pas rare que les moines se plaignent du train de vie de leur abbé et de sa gestion, alors que l’abbé se plaint de l’insubordination de ses religieux.
Les derniers abbés à Nizelles sont :
- Guillaume Fortamps, 22e abbé, qui est imposé aux moines. Il est suspecté de jansénisme ;
- Pierre Van Hamme, 23e abbé, et Antoine Ghiselin, 24e abbé. Sous ces deux abbatiats, le relâchement de la discipline est notoire et les études négligées. Ghiselin doit démissionner en 1771, et quitte l’abbaye. Il est peut-être expulsé. En 1765, Nizelles ne compte plus que 15 moines ;
- Placide Desellis, 25e et dernier abbé. Il remet de l’ordre dans les finances. Il est surtout connu pour avoir écrit et laissé à la postérité une chronique de l’abbaye qui reprend toute son histoire de 1439 à 1779 : les Annales de l’abbaye de Nizelles.

Le décret du 18 mars 1783, par lequel Joseph II, le despote éclairé supprime les couvents dits inutiles sonne le glas de l’abbaye de Nizelles. La propriété de l’abbaye est démantelée et divisée en deux fermes : la Haute-Nizelles et la Basse-Nizelles, la seconde occupante les bâtiments monastiques à proprement parler. De 1441 à 1782, vingt-cinq abbés se sont succédé à Nizelles.
Une tentative de retour des moines à la faveur de la révolution brabançonne, en 1787, ne dure pas longtemps. Arrive le régime révolutionnaire français et la Basse-Nizelles est vendue. L’église devient une grange, laquelle sera largement détruite par un incendie en 1845.
Pendant un temps, une partie de l'abbaye et quelques cloîtres ont subsisté, transformés en ferme.

## Aujourd’hui
Les ruines de l’abbaye ont été acquises en décembre 1999 par le Comte Éric d'Humilly de Chevilly qui a restauré ce patrimoine, devenu une propriété privée qui ne se visite pas. L'abbaye se loue à l'occasion de mariages et tout type de festivités familiales ou corporatives.

## Liste des abbés de Nizelles
- Jean d'Assignies (Famille d'Assignies)